# Lavaveix-les-Mines
Lavaveix-les-Mines is een gemeente in het Franse departement Creuse (regio Nouvelle-Aquitaine) en telt 858 inwoners (2004). De plaats maakt deel uit van het arrondissement Aubusson.

## Geografie
De oppervlakte van Lavaveix-les-Mines bedraagt 4,7 km², de bevolkingsdichtheid is 182,6 inwoners per km².

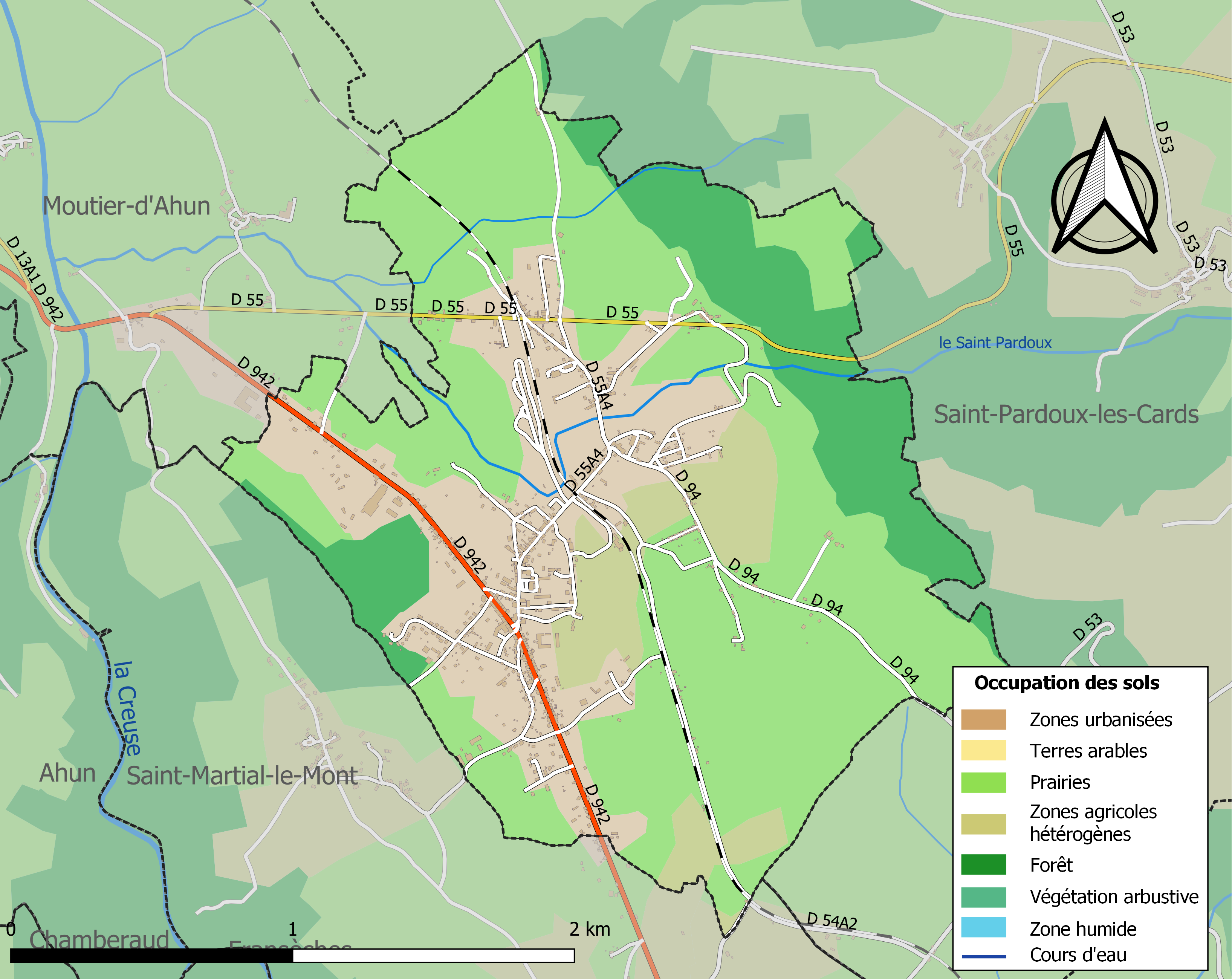
Kaart van de gemeente met de belangrijkste infrastructuur, bodemgebruik en omliggende gemeenten

## Verkeer
In de gemeente ligt de spoorweghalte Lavaveix-les-Mines.

## Demografie
Onderstaande figuur toont het verloop van het inwonertal (bron: INSEE-tellingen).